# 665 Sabine
Sabine (asteróide 665) é um asteróide da cintura principal com um diâmetro de 51,09 quilómetros, a 2,6212117 UA. Possui uma excentricidade de 0,1673728 e um período orbital de 2 040,21 dias (5,59 anos).
Sabine tem uma velocidade orbital média de 16,78676465 km/s e uma inclinação de 14,74989º.
Esse asteróide foi descoberto em 22 de Julho de 1908 por Wilhelm Lorenz.